# Công viên cột thiên nhiên Lena
Cột đá Lena (tiếng Nga: Ле́нские столбы́, chuyển tự: Lenskiye Stolby; tiếng Yakut: Өлүөнэ туруук хайалара, Ölüöne Turūk Khayalara) là tên của những cột đá được hình thành tự nhiên dọc theo bờ sông Lena ở vùng Viễn Đông Siberia, cách thành phố Yakutsk khoảng 180 km, thuộc Cộng hòa Sakha, Nga. Các cột đá này cao từ 150–300 mét (490–980 ft) và được hình thành vào kỷ Cambri. Những cột đá xuất hiện nhiều nhất giữa làng Petrovskoye và Tit-Ary. Công viên cột thiên nhiên Lena được UNESCO công nhận là Di sản thế giới từ năm 2012.

## Du lịch
Vào mùa đông, du khách có thể tiếp cận cột đá bằng cách đi bộ qua dòng sông Lena đã đóng băng; tuy nhiên vào mùa hè, họ chỉ có thể đến bằng tàu du lịch trên sông thông qua việc liên hệ với một dịch vụ du lịch tại thành phố Yakutsk. Những người quan tâm đến hồ học hoặc du lịch sinh thái, và những người đến thăm hồ Baikal, có thể cùng tạm trú trên thuyền trong quá trình tham quan cùng với sự trợ giúp của một hướng dẫn viên từ vùng hồ Baikal; tuy nhiên, du khách cần xem xét rằng Yakutsk, thành phố lạnh nhất thế giới và là nơi bắt nguồn của các chuyến du thuyền trên sông Lena, cách hồ Baikal khoảng 1.400 km (870 mi) về phía đông bắc.
Rất ít tiện nghi hiện đại tồn tại ở khu vực này của Nga, trừ những người đi thăm quan bằng tàu du lịch trên sông Lena. Làng Tit-Ary ở bên kia sông có một con đường rải sỏi từ Yakutsk.
Những con đường mòn đi bộ trong khu vực khá dốc và đôi khi bấp bênh.

## Địa chất
Các cột đá này là sự xen lẫn của đá vôi, đá Marl, đá Dolomit, đá bảng hình thành vào tiền cho đến trung kỷ Cambri, trải qua quá trình phong hóa tạo thành các mỏm đá gồ ghề.
Những loại đá này thường được hình thành trong môi trường biển và sự phân lớp theo chiều ngang và biến đổi theo chiều dọc cho thấy sự xâm phạm /hồi quy của biển; với đá phiến đại diện cho biển sâu, đá phiến sét hơi biến chất.

## Hình ảnh

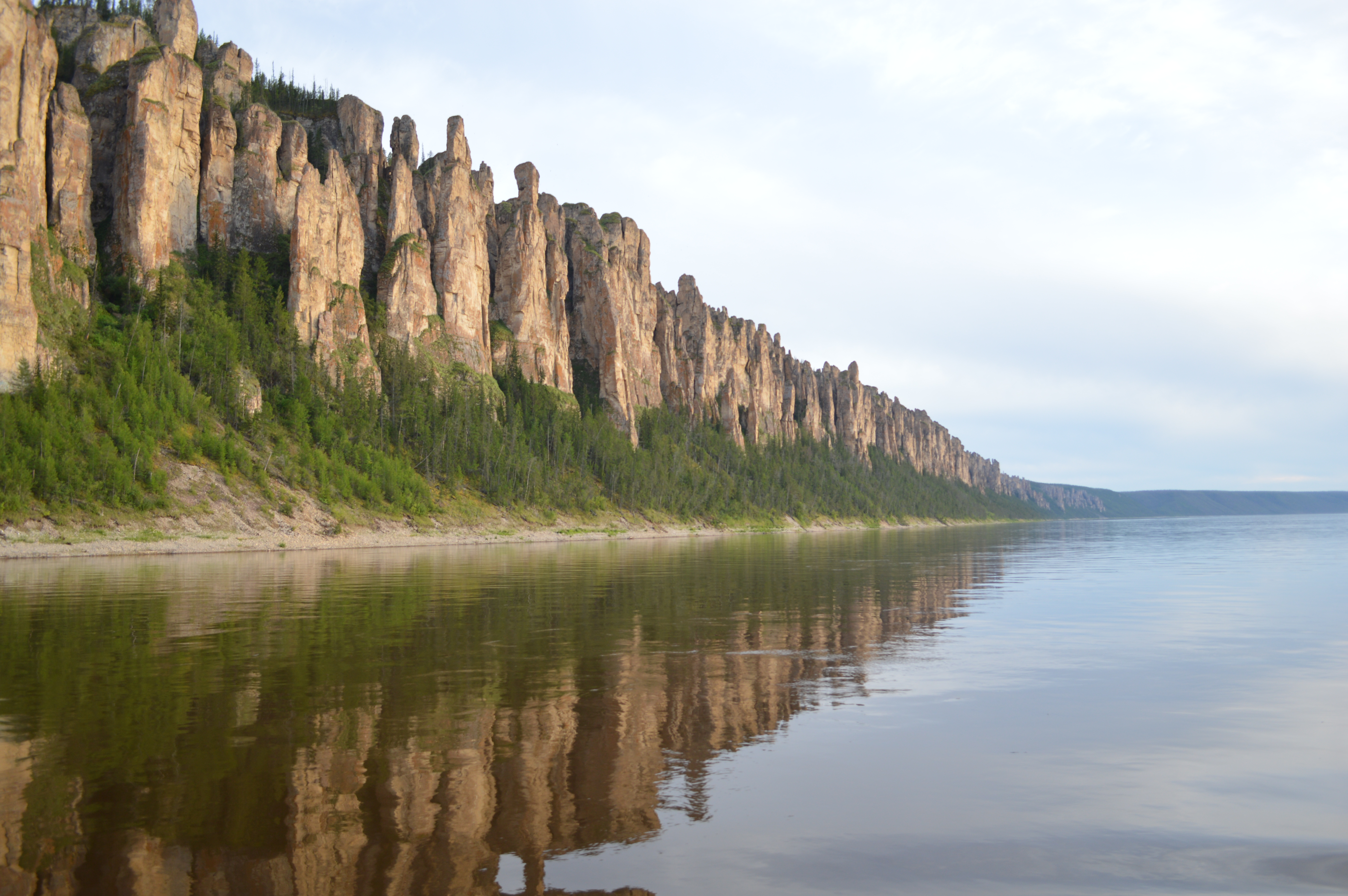
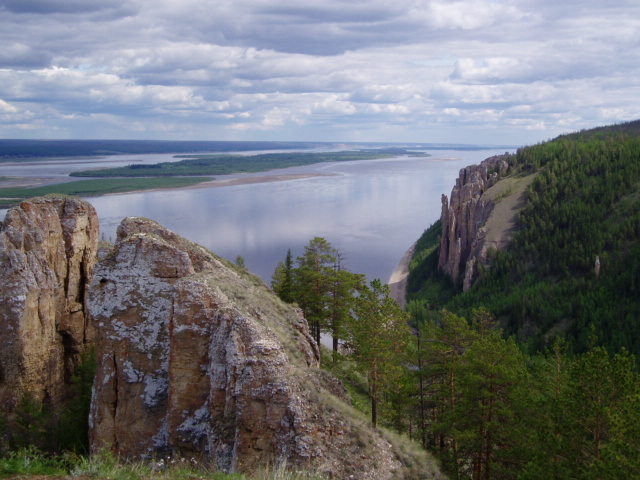
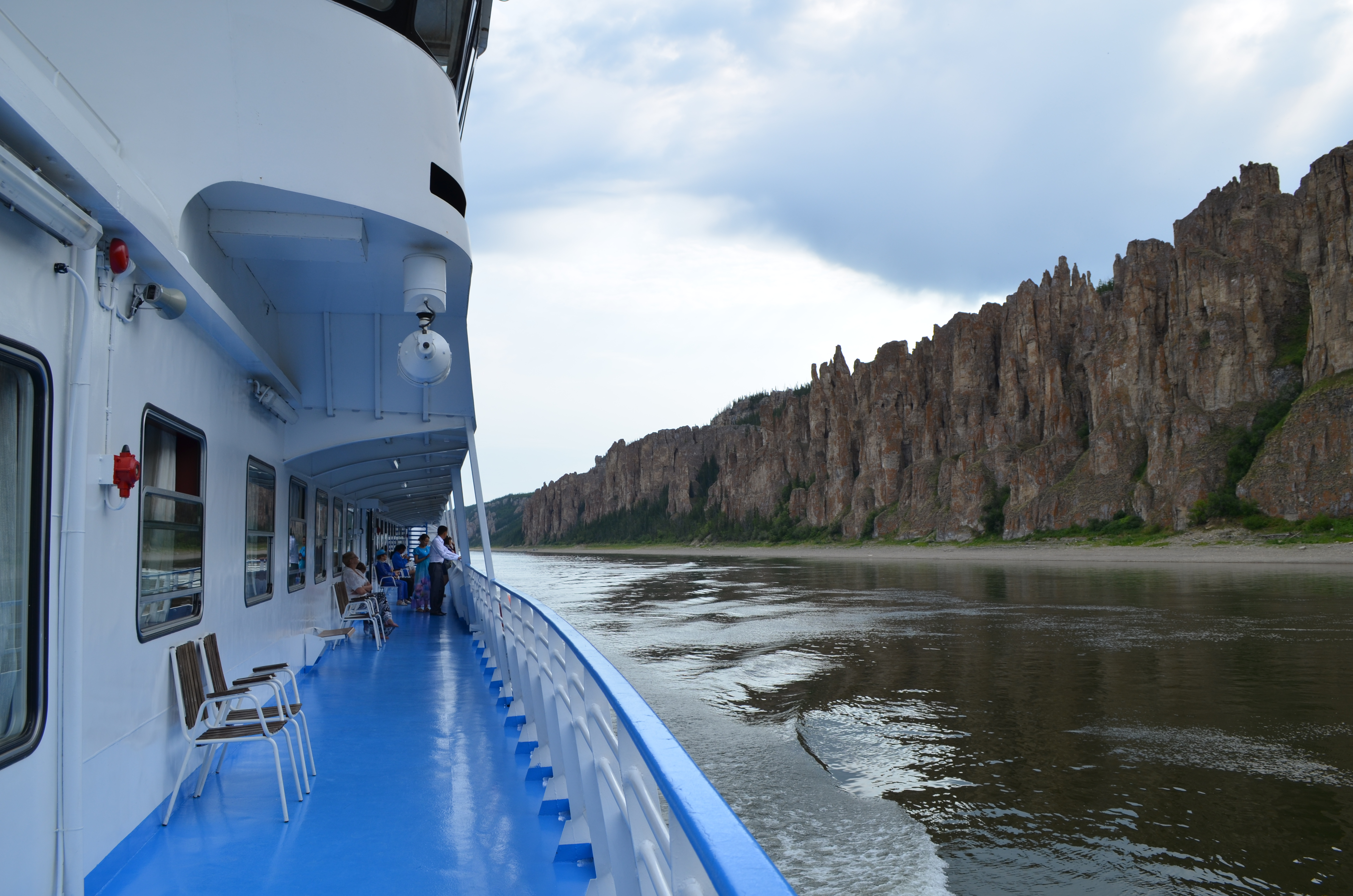
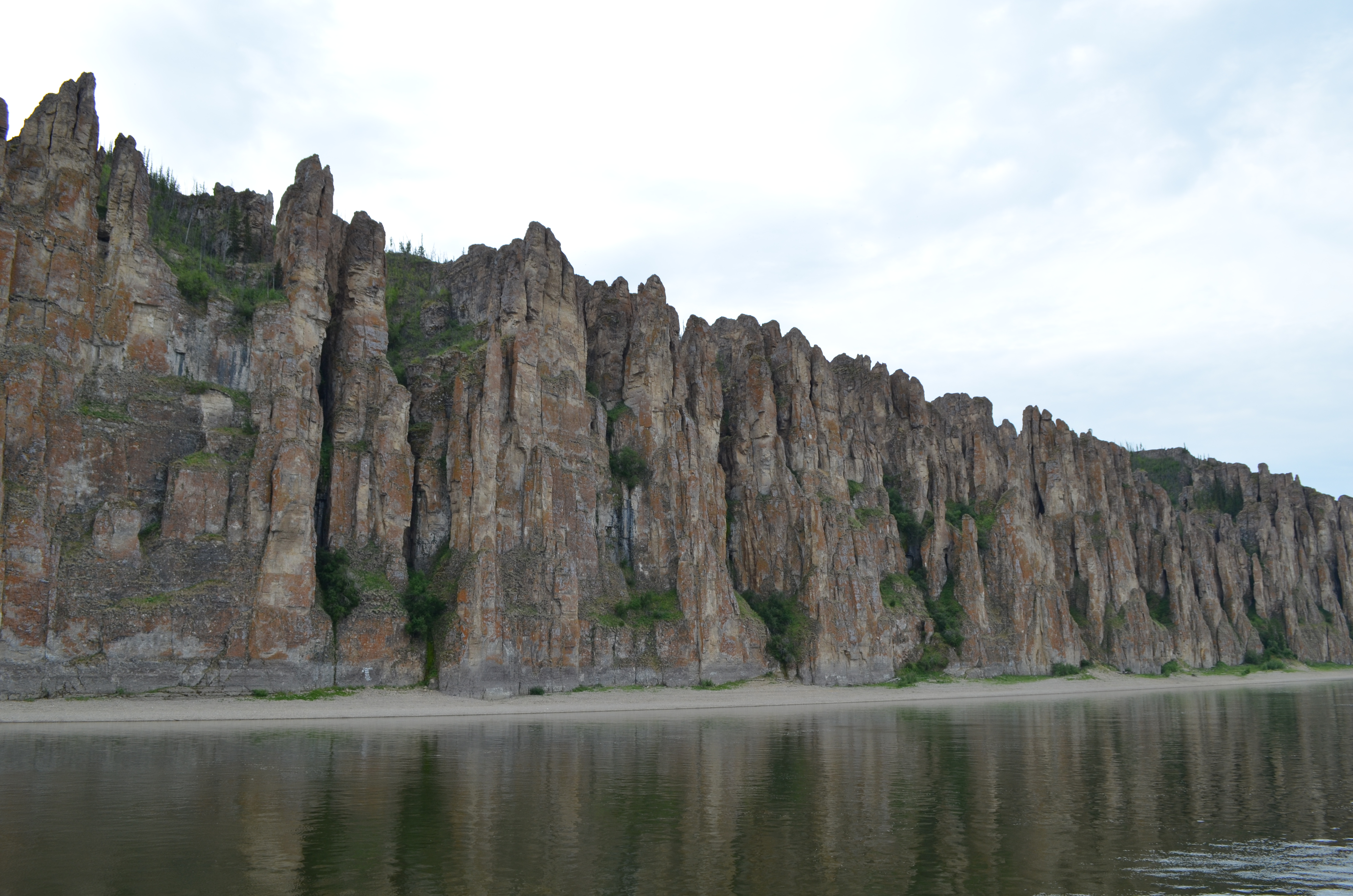
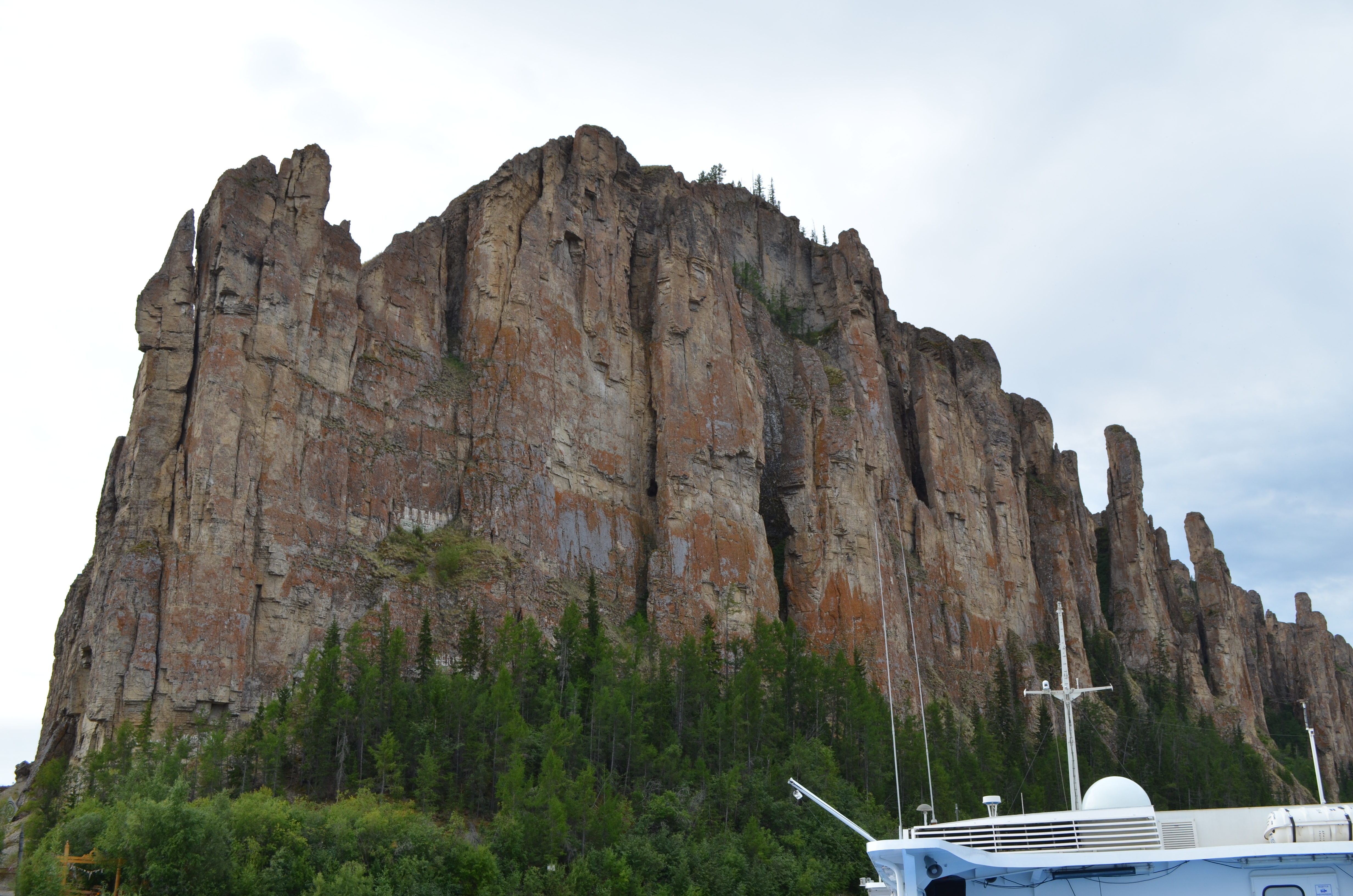
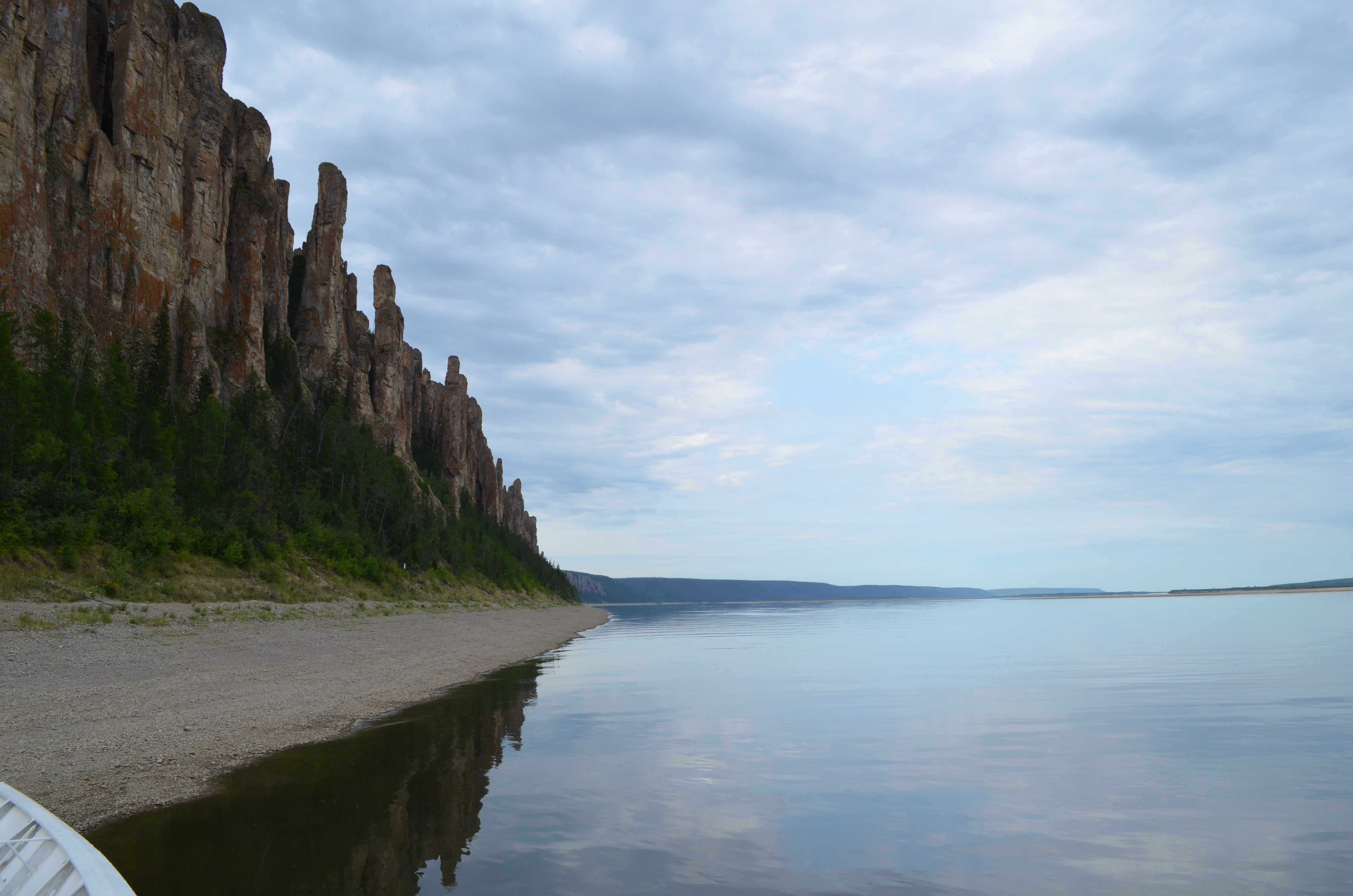
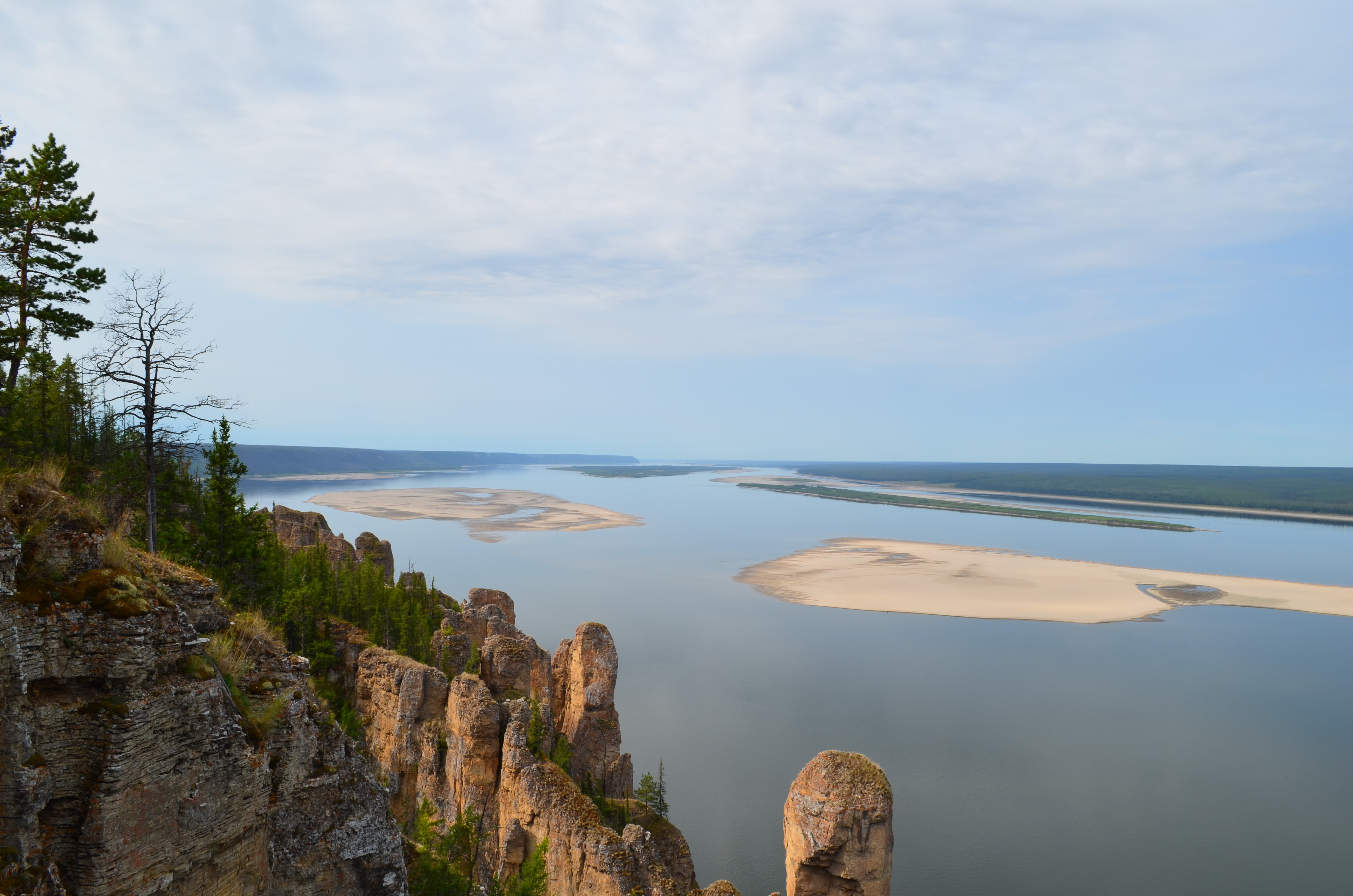
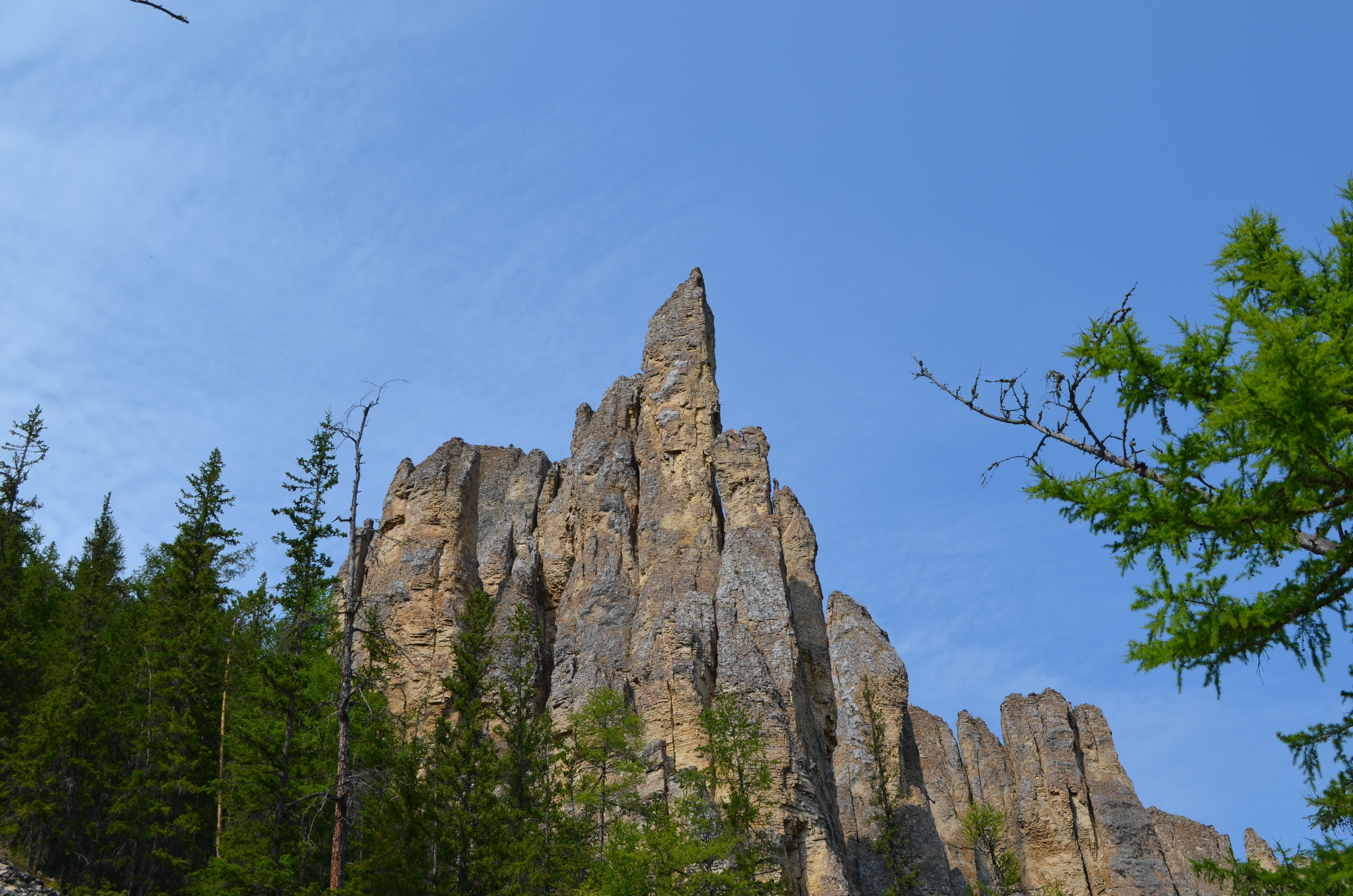

## Khí hậu
Khu vực này có khí hậu lục địa khắc nghiệt với nhiệt độ xuống tới −60 °C vào mùa đông và lên tới + 35 °C vào mùa hè.